# Federico Perego
Federico Perego (Lissone, 29 settembre 1984) è un allenatore di pallacanestro italiano.

## Allenatore
Perego inizia ad allenare nella sua città natale, Lissone, poi nel 2006 passa alle giovanili della Aurora Desio. Nel 2008 entra nello staff di Andrea Trinchieri, come vice-Trainer, alla Prima Veroli. Nel 2010 Perego segue Trinchieri alla Pallacanestro Cantù, dove resta fino al 2013, vincendo una supecoppa.
Nella stagione 2013/14 diventa viceallenatore della Paffoni Omegna come vice di Giampaolo Di Lorenzo.
Nel 2014 si trasferisce nella club tedesco del Brose Bamberg sempre come assistente di Trinchieri. Il club vince il campionato tedesco nel 2015, 2016 e 2017. 
Trinchieri viene esonerato nel Febbraio 2018 ma Perego resta nel club bavarese come assistente.
Nel gennaio 2019, dopo l'esonero di Ainārs Bagatskis Perego viene nominato capoallenatore fino al termine della stagione, dove riesce a vincere la Coppa di Germania.
Il 14 giugno 2019 la Victoria Libertas Pallacanestro annuncia il suo ingaggio per la stagione 2019/20 come capoallenatore nella massima serie italiana.
Il 5 dicembre 2019 il divorzio da Pesaro.

## Palmarès
Assistente allenatore:
- Coppa Italia di Legadue: 1

Basket Veroli: 2009
- Supercoppa italiana: 1

Pall. Cantù: 2012
- Campionato tedesco: 3

Brose Bamberg: 2014-15, 2015-16, 2016-17
- Supercoppa tedesca: 1

Brose Bamberg: 2015
- Coppa di Germania: 1

Brose Bamberg: 2017
Capo allenatore:
- Coppa di Germania: 1

Brose Bamberg: 2018-19